# City of Prospect
City of Prospect – jednostka samorządowa wchodząca w skład aglomeracji Adelaide, położona w centrum. Prospect zamieszkuje 18367 osób (dane z 2001), powierzchnia wynosi 7,81 km². Siedziba Rady Miejskiej zlokalizowana jest w dzielnicy Prospect. Jeden z najstarszych samorządów terytorialnych w Australii Południowej. 

## Dzielnice
W nawiasach podany jest kod pocztowy.
- Broadview (5083)
- Collinswood (5081)
- Fitzroy (5082)
- Medindie Gardens (5081)
- Nailsworth (5083)
- Prospect (5082)
- Ovingham (5082)
- Sefton Park (5083)
- Thorngate (5082)